# Велоспорт на літніх Олімпійських іграх 2004
У змаганнях з велоспорту на літніх Олімпійських іграх 2004 розіграно 18 комплектів нагород:
- Змагання з шосейних велоперегонів відбулися в історичному центрі Афін (старт і фініш групової шосейної гонки на Площі Коціа[en]), а також в Олімпійському центрі Вуліагмені[en] (гонка з роздільним стартом).
- Змагання з велоспорту на треку відбулися на Олімпійському велодромі[en].
- Змагання з маунтенбайку відбулися в Parnitha Olympic Mountain Bike Venue[en].

Загалом у змаганнях взяли участь 464 велогонщики: 334 чоловіки і 130 жінок, з 61-ї країни. Наймолодшим учасником став 18-річний Ігнатас Коноваловас, найстаршою 45-річна Жанні Лонго. Найуспішніший учасник - Бредлі Віґґінз, який здобув три медалі: одну золоту, одну срібну і одну бронзову. Найспішнішою країною стала Австралія, представники якої здобули загалом 11 медалей, із яких 6 золотих. Росія та Велика Британія поділили друге місце, здобувши по 3 медалі загалом, із яких по дві золоті. Після дискваліфікації початкового переможця росіянин В'ячеслав Єкімов одержав свою другу золоту медаль у гонці з роздільним стартом, захистивши свій титул 2000-го року, і третю золоту медаль загалом. Першу свою золоту медаль він здобув ще 1988 року, змагаючись у командній гонці переслідування за збірну СРСР.
Австралія домінувала у змаганнях на треку, здобувши 5 із 6-ти можливих золотих медалей.

## Шосейні гонки
| Дисципліни                         | Золото                   | Срібло                | Бронза                |
| ---------------------------------- | ------------------------ | --------------------- | --------------------- |
| групова шосейна гонка (чоловіки)   | Паоло Беттіні (ITA)      | Сержіу Паулінью (POR) | Аксель Меркс (BEL)    |
| роздільна шосейна гонка (чоловіки) | В'ячеслав Єкімов (RUS)   | Боббі Джуліч (USA)    | Майкл Роджерс (AUS)   |
| групова шосейна гонка (жінки)      | Сара Карріґан (AUS)      | Юдіт Арндт (GER)      | Ольга Слюсарєва (RUS) |
| роздільна шосейна гонка (жінки)    | Леонтін ван Морсел (NED) | Деде Баррі (USA)      | Карін Тюріг (SUI)     |

## Велоперегони на треку

### Чоловіки
| Дисципліни                         | Золото                                                             | Срібло                                                                   | Бронза                                                                   |
| ---------------------------------- | ------------------------------------------------------------------ | ------------------------------------------------------------------------ | ------------------------------------------------------------------------ |
| Кейрін                             | Раян Бейлі (AUS)                                                   | Хосе Антоніо Ескуредо (ESP)                                              | Шейн Келлі (AUS)                                                         |
| Медісон                            | Австралія (AUS) Ґрем Браун Стюарт О'Ґрейді                         | Швейцарія (SUI) Франко Марвуллі Бруно Різі                               | Велика Британія (GBR) Роб Гейлс Бредлі Віґґінз                           |
| гонка за очками                    | Михайло Ігнатьєв (RUS)                                             | Жуан Льянерас (ESP)                                                      | Ґвідо Фульст (GER)                                                       |
| індивідуальна гонка переслідування | Бредлі Віґґінз (GBR)                                               | Бред Мак-Ґі (AUS)                                                        | Серхі Ескобар (ESP)                                                      |
| командна гонка переслідування      | Австралія (AUS) Ґрем Браун Бретт Ланкастер Бред Мак-Ґі Люк Робертс | Велика Британія (GBR) Стів Каммінгс Роб Гейлс Пол Меннінг Бредлі Віґґінз | Іспанія (ESP) Карлос Кастаньйо Серхі Ескобар Асьєр Маесту Карлос Торрент |
| спринт                             | Раян Бейлі (AUS)                                                   | Тео Бос (NED)                                                            | Рене Вольфф (GER)                                                        |
| командний спринт                   | Німеччина (GER) Єнс Фідлер Штефан Німке Рене Вольфф                | Японія (JPN) Тошіакі Фушімі Масакі Іноуе Томохіро Наґацука               | Франція (FRA) Мікаель Бурґен Лоран Гане Арно Турнан                      |
| гіт                                | Кріс Гой (GBR)                                                     | Арно Турнан (FRA)                                                        | Штефан Німке (GER)                                                       |

### Жінки
| Дисципліни      | Золото                | Срібло                     | Бронза                             |
| --------------- | --------------------- | -------------------------- | ---------------------------------- |
| гонка за очками | Ольга Слюсарєва (RUS) | Белем Герреро Мендес (MEX) | Марія Луїза Кальє (COL)            |
| pursuit         | Сара Улмер (NZL)      | Кеті Мактьєр (AUS)         | Леонтін ван Морсел (NED)           |
| sprint          | Лорі-Енн Мюнцер (CAN) | Тамілла Абасова (RUS)      | Анна Мірс (AUS)                    |
| гіт             | Анна Мірс (AUS)       | Цзян Юнхуа (CHN)           | Цилінська Наталія Валеріївна (BLR) |

## Маунтінбайк
| Дисципліни | Золото                     | Срібло                    | Бронза               |
| ---------- | -------------------------- | ------------------------- | -------------------- |
| чоловіки   | Жульєн Абсалон (FRA)       | Хосе Антоніо Ерміда (ESP) | Барт Брентьєнс (NED) |
| жінки      | Ґунн-Ріта Дале Флешо (NOR) | Марі-Елен Премон (CAN)    | Сабіне Шпіц (GER)    |

## Таблиця медалей
| Місце                | Країна                | Золото | Срібло | Бронза | Загалом |
| -------------------- | --------------------- | ------ | ------ | ------ | ------- |
| 1                    | Австралія (AUS)       | 6      | 2      | 3      | 11      |
| 2                    | Росія (RUS)           | 3      | 1      | 1      | 5       |
| 3                    | Велика Британія (GBR) | 2      | 1      | 1      | 4       |
| 4                    | Німеччина (GER)       | 1      | 1      | 4      | 6       |
| 5                    | Нідерланди (NED)      | 1      | 1      | 2      | 4       |
| 6                    | Франція (FRA)         | 1      | 1      | 1      | 3       |
| 7                    | Канада (CAN)          | 1      | 1      | 0      | 2       |
| 8                    | Італія (ITA)          | 1      | 0      | 0      | 1       |
| 8                    | Нова Зеландія (NZL)   | 1      | 0      | 0      | 1       |
| 8                    | Норвегія (NOR)        | 1      | 0      | 0      | 1       |
| 11                   | Іспанія (ESP)         | 0      | 3      | 2      | 5       |
| 12                   | США (USA)             | 0      | 2      | 0      | 2       |
| 13                   | Швейцарія (SUI)       | 0      | 1      | 1      | 2       |
| 14                   | Китай (CHN)           | 0      | 1      | 0      | 1       |
| 14                   | Мексика (MEX)         | 0      | 1      | 0      | 1       |
| 14                   | Португалія (POR)      | 0      | 1      | 0      | 1       |
| 14                   | Японія (JPN)          | 0      | 1      | 0      | 1       |
| 18                   | Бельгія (BEL)         | 0      | 0      | 1      | 1       |
| 18                   | Білорусь (BLR)        | 0      | 0      | 1      | 1       |
| 18                   | Колумбія (COL)        | 0      | 0      | 1      | 1       |
| Загалом (20 збірних) | Загалом (20 збірних)  | 18     | 18     | 18     | 54      |